# Space Launch Delta 45

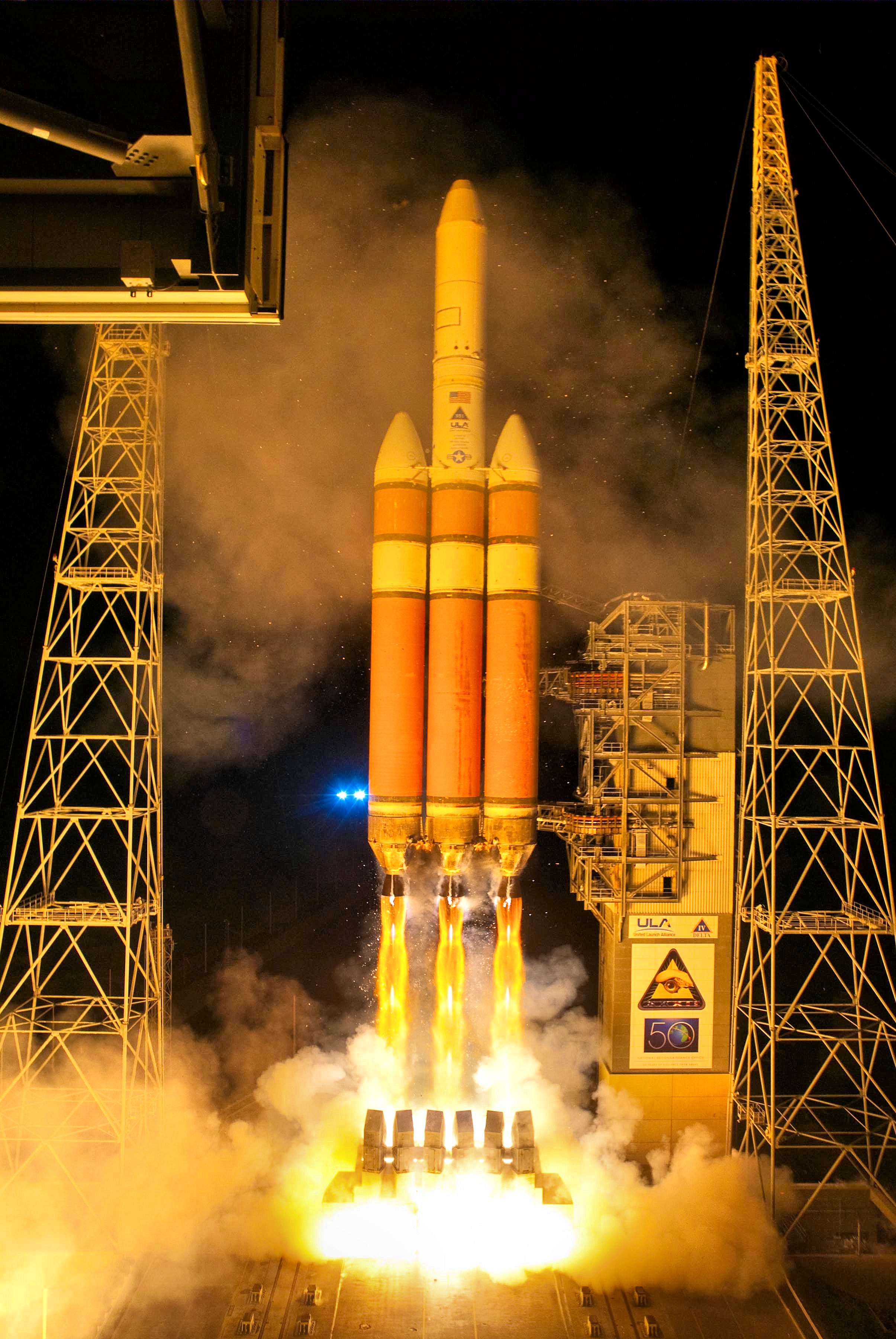
Lancio di un vettore Delta IV da Cape Canaveral

Lo Space Launch Delta 45 è un delta di operazioni spaziali della United States Space Force. Il suo quartier generale è situato presso la Patrick Space Force Base, in Florida.

## Missione
Il Delta gestisce i test missilistici del Dipartimento della Difesa, ed ha il compito di posizionare i satelliti sulle orbite terrestri dalla costa orientale degli Stati Uniti da Cape Canaveral Air Force Station.

## Organizzazione
Attualmente, al 2022, esso controlla:
- 45th Launch Group, Cape Canaveral Space Force Station, Florida
  -  5th Space Launch Squadron
  -  1st Range Operations Squadron
  -  45th Space Communications Squadron
  -  45th Weather Squadron
  - Detachment 3
- 45th Medical Group
  - 45th Healthcare Operations Squadron
  - 45th Operational Medical Readiness Squadron
- 45th Mission Support Group
  - 45th Contracting Squadron
  - 45th Civil Engineer Squadron
  - 45th Force Support Squadron
  - 45th Logistics Readiness Squadron
  - 45th Security Forces Squadron
  - Detachment 1, Cape Canaveral Space Force Station, Florida
  - Detachment 2, Ascension Auxiliary Airfield